# Schoepfia cubensis
Schoepfia cubensis är en tvåhjärtbladig växtart som beskrevs av Britton & P. Wils. och Nathaniel Lord Britton. Schoepfia cubensis ingår i släktet Schoepfia och familjen Schoepfiaceae. Inga underarter finns listade i Catalogue of Life.